# Gordon Milne
Gordon Milne (født 29. marts 1937) er en engelsk fodboldspiller.

## Englands fodboldlandshold
| Englands landshold | Englands landshold | Englands landshold |
| År                 | Kmp                | Mål                |
| ------------------ | ------------------ | ------------------ |
| 1963               | 5                  | 0                  |
| 1964               | 8                  | 0                  |
| Total              | 13                 | 0                  |